# Matane (regionalna gmina hrabstwa)
Matane – regionalna gmina hrabstwa (MRC) w regionie administracyjnym Bas-Saint-Laurent prowincji Quebec, w Kanadzie. Stolicą jest miasto Matane. Składa się z 12 gmin: 1 miast, 7 gmin, 3 parafii i 1 terytoriów nie zorganizowanych.
Matane ma 21 786 mieszkańców. Język francuski jest językiem ojczystym dla 99,2%, angielski dla 0,4% mieszkańców (2011).